# Alberto Zolim Filho
Alberto Zolim Filho (Porto Alegre, 27 november 1921 - aldaar, 21 november 2002) was een Braziliaanse voetballer en is vooral bekend onder zijn spelersnaam Carlitos. Hij speelde zijn volledige carrière voor Internacional. 

## Biografie
Hij won met zijn club tien keer het Campeonato Citadino de Porto Alegre en evenveel keer het Campeonato Gaúcho. Samen met Tesourinha en Adãozinho vormde hij een befaamd aanvallerstrio. 